# Money (Lisa)
Money è un singolo della rapper thailandese Lisa, pubblicato il 9 novembre 2021.

## Descrizione
Money è stato scritto da Bekuh Boom e Vince, che ne hanno curato la produzione assieme a 24 e R. Tee. È un brano tipicamente hip hop il cui tema è incentrato sul diventare ricchi e spendere soldi.

## Video musicale
Il video musicale, ovvero la performance del brano, è stato reso disponibile il 23 settembre 2021 sul canale YouTube delle Blackpink.

## Formazione
- Lisa – voce
- Teddy – produzione

## Classifiche

### Classifiche settimanali
| Classifica (2021-22) | Posizione massima |
| -------------------- | ----------------- |
| Argentina            | 94                |
| Australia            | 32                |
| Austria              | 12                |
| Canada               | 37                |
| Costa Rica           | 11                |
| Finlandia            | 20                |
| Francia              | 75                |
| Germania             | 14                |
| Grecia               | 6                 |
| India                | 5                 |
| Irlanda              | 36                |
| Italia               | 98                |
| Lituania             | 11                |
| Malaysia             | 1                 |
| Norvegia             | 32                |
| Nuova Zelanda        | 35                |
| Paesi Bassi          | 89                |
| Perù                 | 12                |
| Portogallo           | 23                |
| Regno Unito          | 46                |
| Repubblica Ceca      | 7                 |
| Romania              | 92                |
| Singapore            | 2                 |
| Slovacchia           | 9                 |
| Stati Uniti          | 90                |
| Svezia               | 77                |
| Svizzera             | 20                |
| Ungheria             | 8                 |
| Vietnam              | 28                |

### Classifiche di fine anno
| Classifica (2021) | Posizione |
| ----------------- | --------- |
| Ungheria          | 79        |
| Classifica (2022) | Posizione |
| Vietnam           | 78        |